# فراس طالب
فراس طالب (انگلیسی: Feras Taleb؛ زادهٔ ۱۰ مهٔ ۱۹۷۷) بازیکن فوتبال اهل اردن بود.
از باشگاه‌هایی که در آن بازی کرده‌است می‌توان به اشاره کرد.
وی همچنین در تیم ملی فوتبال اردن بازی کرده‌است.